# 圣波基耶
圣波基耶（法語：Saint-Porquier，法語發音：[sɛ̃ pɔʁkje]）是法国奧克西塔尼大區塔恩-加龙省的一个市镇，属于蒙托邦区。

## 地理
圣波基耶（44°0'17"N, 1°10'38"E）面积15.7 平方千米，位于法国奧克西塔尼大區塔恩-加龙省，该省份为法国西南部内陆省份，北起顺时针与洛特省、阿韦龙省、塔恩省、上加龙省、热尔省和洛特-加龙省接壤。
与圣波基耶接壤的市镇（或旧市镇、城区）包括：卡斯泰尔萨拉桑、科尔德托洛萨讷、埃斯卡塔朗、拉维勒迪约-迪唐普勒。

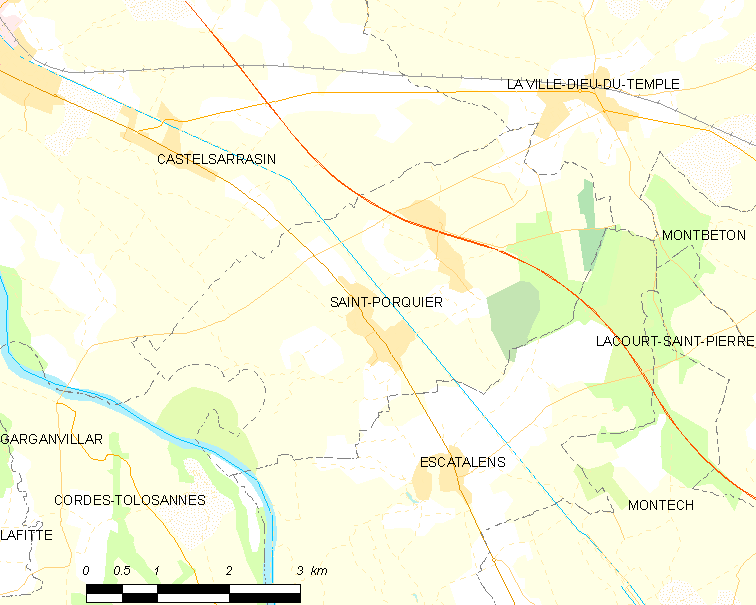
圣波基耶的OSM定位图

圣波基耶的时区为UTC+01:00、UTC+02:00（夏令时）。

## 行政
圣波基耶的邮政编码为82700，INSEE市镇编码为82171。

## 政治
圣波基耶所属的省级选区为博蒙德洛马涅县。

## 人口

1962-2008年间圣波基耶人口变化图示

圣波基耶于2022年1月1日时的人口数量为1340人。